# Tratado de la Asunción de la Virgen María
El Tratado de la Asunción de la Virgen María es una de las obras de la última etapa de la creación literaria de Don Juan Manuel, junto con el Libro infinido y el Libro de las tres razones (que quizá sea la última que escribió), porque no aparecen mencionadas en su Prólogo general, escrito en 1342, y porque presenta rasgos propios de su última etapa: el infante es autor, narrador y personaje; acumula pruebas a fin de demostrar un argumento previo.
En cuanto al contenido, 

las razones que yo entendiere por que omne del mundo non deue dubdar que sancta Maria non sea en el çielo en cuerpo et en alma

es difícil encontrar fuentes seguras. No así en lo que respecta a la forma, pues son claras las influencias de la literatura homilética, como algunas fórmulas de conclusión o las construcciones interrogativas.